# Terapia d'urto (film)
Terapia d'urto (Anger Management) è un film del 2003 diretto da Peter Segal e interpretato da Jack Nicholson, Adam Sandler e Marisa Tomei.

## Trama
David è un uomo estremamente pacato, abituato a subire le angherie altrui senza reagire. Durante un viaggio in aereo si ritrova a discutere con una hostess che ignora le sue richieste, e dopo aver provato inutilmente a spiegarsi mantenendo la calma alza la voce di fronte all'addetto alla sicurezza. Denunciato dalla hostess per aggressione, viene affidato all'eccentrico Dr. Buddy Rydell per seguire una terapia sulla sua gestione della rabbia.
Da allora inizierà un incubo per lui perché entrerà nella sua vita sconvolgendola. I suoi scherzi e le sue strambe trovate però alla fine riveleranno che egli non è altro che un medico innovativo che sperimenta ogni idea per giungere alla guarigione dei pazienti irosi. Con il suo aiuto, riuscirà a scontare la pena giudiziaria arrivando alla fine del percorso terapeutico e a risolvere la crisi con la sua fidanzata, diventata amica e complice di Buddy.

## Curiosità
La locandina del film è un omaggio a quella del film del 1993 Caino e Caino di Alessandro Benvenuti.

## Colonna sonora
1. Blondie – Heart of Glass – 5:50
2. Jimmy Buffett – Margaritaville – 4:10
3. West Side Story – I Feel Pretty – 2:48
4. Louis Armstrong – Mack The Knife – 3:04
5. Smash Mouth – Why Can't We Be Friends? – 4:46
6. Bee Gees – How Deep is Your Love – 4:05
7. Cream – Strange Brew – 2:46
8. The Rolling Stones – 19th Nervous Breakdown – 3:36
9. The Rolling Stones – Street Fighting Man – 3:14
10. Santana – Black Magic Woman – 5:24
11. Filter – The Only Way is the Wrong Way – 5:13
12. The Who – Won't Get Fooled Again – 8:34
13. Tori Amos – China – 5:41
14. Louis Prima – When You're Smiling – 3:58
15. Jane's Addiction – Stop! – 4:14
16. Van Halen – Ice Cream Man – 3:18

## Serie televisiva
Nel 2012 è stata creata una serie TV basata sul film, dal titolo Anger Management, con Charlie Sheen e Shawnee Smith come protagonisti.